# 希默尔施塔特
希默尔施塔特是德国巴伐利亚州的一个市镇。总面积13.42平方公里，总人口1683人，其中男性841人，女性842人（2011年12月31日），人口密度125人/平方公里。